# توفي غريفيث
توفي غريفيث (بالإنجليزية: Tuffy Griffiths)‏ كان ملاكم محترف أمريكي صنّف ضمن فئة الوزن الثقيل.

## النشأة
ولد غريفيث في ميسي، نبراسكا، وهو ابن جيمس ألفريد غريفيث (1875 - 1933) وروز جين جيراردو (1874-1956). كان لديه ثلاثة أشقاء وشقيقتين. شاهدوا شقيقه باز سو غريفيث كان أيضا ملاكما.

## إحصائيات
خاض خلال مسيرته 87 نزالا، فاز في 74 ولم يتعادل وخسر في 11. فاز بالضربة القاضية في 41 نزالا.